# عبدالعزیز الناشی
عبدالعزیز الناشی (انگلیسی: Abdulaziz Al-Nashi؛ زادهٔ ۷ اوت ۱۹۸۶) یک ورزشکار اهل عربستان سعودی است.